# Howard Waldrop
Howard Waldrop (Houston (Mississippi), 15 september 1946 – Austin (Texas), 14 januari 2024) was een Amerikaanse schrijver van sciencefictionverhalen, met name in korte formats. Hij won hiervoor onder meer twee World Fantasy Awards, een Locus Award en een Nebula Award.

## Biografisch
Waldrop publiceerde in 1972 zijn eerste sciencefictionverhaal, Lunchbox, een humoristisch vertelsel over een Viking-Marslander. Twee jaar later bracht hij samen met coauteur Jake Saunders zijn eerste boek uit, met als titel The Texas-Israeli War: 1999. Dit is een uitbreiding van hun ook samen geschreven korte verhaal A Voice and Bitter Weeping en gaat over een fictief 1999. Hierin hebben conflicten met nucleaire, chemische en biologische wapens de mensheid gedecimeerd. Wat er is overgebleven - en nieuw ontstaan is - aan naties, blijft elkaar niettemin roekeloos te lijf gaan.
Waldrop bracht daarna ook twee soloboeken uit (Them Bones en A Dozen Tough Jobs), maar schrijft vooral kortere verhalen. Hierin gebruikt hij vaak elementen als alternatieve geschiedschrijving, de Amerikaanse popcultuur, het zuiden van de Verenigde Staten, oude films, mythologie en rock-'n-rollmuziek. Zo gaat zijn verhaal Heirs of the Perisphere over Disney-personages die zich in de verre toekomst bevinden en Fin de Cyclé over de Dreyfusaffaire vanuit de ogen van fietsliefhebbers. In Ike at the Mike werkt Eisenhower als jazzmuzikant met Louis Armstrong, in You Could Go Home Again vindt de Tweede Wereldoorlog nooit plaats en The Ugly Chickens gaat over het uitsterven van de dodo. Voor het laatstgenoemde verhaal won hij zowel een World Fantasy Award als een Nebula Award. Waldrop bracht in 1987 Night of the Cooters uit, over wat de sheriff van een klein dorpje in Texas meemaakt tijdens een invasie die lijkt op die uit The War of the Worlds. Hiervoor won hij een Locus Award. Waldrop kreeg in 2021 bovendien een World Fantasy Award voor zijn hele oeuvre.
Waldrop overleed op 14 januari 2024 op 77-jarige leeftijd.

### Boeken en novelles
- 1974 - The Texas-Israeli War: 1999 (samen met Jake Saunders)
- 1984 - Them Bones
- 1989 - A Dozen Tough Jobs

### Verhalenbundels
- 1986 - Howard Who?
- 1987 - All About Strange Monsters of the Recent Past
- 1990 - Night of the Cooters: More Neat Stories
- 1997 - Going Home Again
- 2001 - Dream Factories and Radio Pictures
- 2003 - Custer's Last Jump and Other Collaborations
- 2005 - Heart of Whitenesse
- 2007 - Things Will Never be the Same: Selected Short Fiction 1980-2005
- 2008 - Other Worlds, Better Lives: Selected Long Fiction 1989-2003
- 2013 - Horse of A Different Color: Selected Stories (2008-2013)
- 2023 -  H'Ard Starts: The Early Waldrop